# Flora Steinberg
Flora Steinberg (Buenos Aires, ¿? - ibídem, 1 de abril de 1989) fue una reconocida actriz argentina.

## Biografía
Flora Stenberg fue una excelente actriz de cine y televisión, y sobre todo de teatro. Estudió actuación desde muy joven con la legendaria actriz y maestra de actores, la austriaca Hedy Crilla (1898-1984).
Su hermano fue el también actor Leonardo Steinberg.

## Carrera

### Filmografía
Steinberg actuó en decenas de películas junto con actores de la talla de Julio de Grazia, Luisa Vehil, Héctor Alterio, Walter Vidarte, Graciela Borges, Leonardo Favio, Sergio Renán,Fernanda Mistral , María Aurelia Bisutti, Pepe Soriano, Luis Brandoni, Juan Carlos Gené, Rafael Carret, Federico Luppi entre muchos otros. Entre sus films están:
- 1968: Tute Cabrero como Laura Parenti
- 1968: Martín Fierro
- 1969: El profesor hippie
- 1969: Amor libre
- 1972: Vallejos
- 1976: Piedra libre como Mercedes Alonso
- 1977: ¿Qué es el otoño?, como pareja lesbiana de Alicia Zanca[2]
- 1978: Los médicos como Brunilda
- 1979: La isla
- 1980: Mis días con Verónica
- 1980: El infierno tan temido
- 1981: Ceremonia secreta
- 1982: Plata dulce como Cora Bonifatti[3]

### Televisión
- 1960: Ceremonia secreta
- 1969/1972: Muchacha italiana viene a casarse como Teresa
- 1969/1971: Cosa juzgada
- 1970: Esta noche... miedo como Matilde
- 1970: Las grandes novelas
- 1973: El Teatro de Norma Aleandro
- 1973/1976: Lo mejor de nuestra vida... nuestros hijos
- 1974: Alta comedia
- 1974: El teatro de Jorge Salcedo
- 1978: Renato como Elvira de Rosas
- 1979: Profesión, ama de casa
- 1981: Barracas al sur
- 1982: Todo tuyo domo Teresa
- 1982: Felices fiestas con Fernanda Mistral
- 1983: Las 24 horas como Elena
- 1983: Jugarse entero
- 1984: Los exclusivos del 11[4]
- 1985: Cuentos para ver con Carlos Carella, Chany Mallo, Miguel Ligero y Tony Vilas, emitido por ATC.
- ?: Lo que no fue
- ?: Historias de hoy, con Jorge Salcedo.
- ?: El diablo Peter junto con Carlos Muñoz, Juan José Miguez, Fernanda Mistral, Santiago Gómez Cou y Zulema Katz.

### Teatro
En teatro se lució junto a grandes actores de renombre como Gianni Lunadei, Beatriz Matar, Eduardo Pavlovsky, Carlos Gandolfo, Agustín Alezzo, Augusto Fernándes, Pepe Novoa, Elsa Berenguer, Nelly Tesolín, Graciela Dufau, Inda Ledesma, Oscar Martínez, Franklin Caicedo, Héctor Bidonde, Eduardo Rudy, Juan Carlos Puppo, Luisina Brando, Lito Cruz, Mabel Manzotti, Esther Ducasse, Dora Baret, Chela Ruiz y Jorge Sassi.
Formó parte del grupo teatro La Máscara, del cual integró el consejo directivo junto con Agustín Alezzo y Osvaldo Berenguer. También fue parte del Grupo "Gente de Teatro". Entre sus numerosas obras se destacan:
- El Gesticulador
- Dan tres vueltas y luego se van (1958).
- Crónicas del terror
- Espectros, de Henrik Ibsen
- Una ardiente noche de verano, de Ted Willis (1960).
- Soledad para cuatro, de Ricardo Halac, como Mabel (1961).
- Oh! mi amor estoy alienado
- Conclusiones para la noche de navidad
- Doña Flor y sus dos maridos
- Fiesta de cumpleaños (1967)[5]
- La gaviota, de Antón Chéjov
- Extraño juguete, en el Teatro Payro, como Angélica
- La depresión (1971).
- Decamerón en San Telmo (1974).
- El Gran Show Internacional del Cabaret Bijou (1975).
- El zoo de cristal (1979).
- Que Irene duerma (1979).
- La pata de la sota, ya nadie recuerda a Frederic Chopin (1985).

Trabajó en el primer café-concert hecho en Argentina, junto con Marilina Ross, Federico Luppi, Carlos Gandolfo y Carlos Moreno.